# Wellington Paranormal
Wellington Paranormal ist eine neuseeländische Comedy-Horror-Fernsehserie aus dem Jahr 2018. Sie stammt von Jemaine Clement und Taika Waititi und ist ein Spin-off des Spielfilms 5 Zimmer Küche Sarg aus dem Jahr 2014. Im Mittelpunkt der Serie, die im Stil einer Mockumentary gehalten ist, stehen zwei Beamte der neuseeländischen Polizei. Sie werden in jeder Folge mit unterschiedlichen paranormalen Phänomenen konfrontiert und begegnen ihnen mit klassischen polizeilichen Maßnahmen. Die Serie wird seit dem 11. Juli 2018 von TVNZ 2 ausgestrahlt. Die deutsche Synchronisation zeigt Sky Comedy seit dem 12. Oktober 2021. Mit der vierten Staffel wurde die Serie im Februar 2022 abgeschlossen.

## Handlungsgerüst
Die Officers Kyle Minogue und O’Leary sind zwei Beamte der neuseeländischen Polizei, die in der Stadt Wellington gemeinsam auf Streife gehen. Ihr Vorgesetzter, Sergeant Ruawai Maaka, hat ein Faible für Psi-Phänomene und führt in der Dienststelle heimlich ein Büro, von dem aus er solche Phänomene untersucht. Minogue und O’Leary sind die einzigen Mitarbeiter, die er in seine geheimen Untersuchungen einweiht und regelmäßig zu Aufträgen mit übersinnlichem Einschlag abkommandiert. So bekommen es die beiden Streifenpolizisten mit von Dämonen Besessenen, Außerirdischen und Kornkreisen, Geistern, Werwölfen, Vampiren und Zombies zu tun.

## Figuren
Das neuseeländische Polizistenduo Minogue und O’Leary hatte schon im Spielfilm 5 Zimmer Küche Sarg aus dem Jahr 2014 einen Auftritt und ließ bereits dort jedes Gespür für das verdächtige Verhalten der Mitglieder einer Vampir-Wohngemeinschaft vermissen. Auch in Wellington Paranormal erweisen sich die beiden in ihrer Durchschnittlichkeit und Nüchternheit immer wieder als taub für die übersinnlichen Geschehnisse. Der Arbeitseifer des Duos liegt zwischen Bräsigkeit, desinteressiertem Gleichmut und Stumpfheit. Dennoch vergleicht Minogue sie mit den FBI-Agenten Fox Mulder und Dana Scully aus Akte X: „Vereinfacht gesagt sind wir sowas wie Mulder und Scully. Sie ist Scully, weil sie analytisch denkt, sie ist die Schlaue von uns. Und ich, ich bin ein Mann mit braunen Haaren.“ Sie besitzen allerdings keine Spur vom erotischen Charisma ihrer Vorbilder.
Im Kontrast zu seinen beiden Untergebenen steht ihr Chef Sergeant Maaka Pohatu, ein Māori mit starkem Interesse an Psi-Phänomenen. Er erinnert Birgit Roschy „mit seiner Leidenschaft an einen Aluhutträger, der stets recht behält“. Seine Untergebenen müssen von ihm regelrecht „zum Jagen getragen werden“, und wenn er immer wieder selbst in die Ermittlungen eingreift, erschreckt er sie so, wie dies keiner Horror-Kreatur gelingt.

## Inszenierung
Wellington Paranormal ist im Stil einer Mockumentary inszeniert, also einer Parodie auf Dokumentarfilme, wie dies schon beim Kinofilm 5 Zimmer Küche Sarg sowie der danach entstandenen Serie What We Do in the Shadows der Fall war. Immer wieder wenden sich die Schauspieler an das vermeintliche Filmteam, das ihre Aktivitäten live mitverfolgt, und sprechen direkt in die Kamera. Zum Abschluss jeder Folge geben sie so ihre Einschätzungen der Geschehnisse wieder, während die Kamera im Hintergrund Ereignisse einfängt, die ihre Stellungnahmen ad absurdum führen.
„Trockener Humor und blutige Bilder“ bestimmen laut Matthias Halbig den Stil der Serie, wobei die Horror-Kreaturen an den Stil der 1950er und 1960er Jahre und B-Movies erinnern. Die Serie spielt jedoch ironisch mit diesen altbekannten Versatzstücken und unterläuft permanent die Erwartungen, etwa indem das aufgesetzte Pathos eines Satanismus-Rituals durch die sturen und unbeeindruckten Nachfragen des Polizistenduos zur lächerlichen Farce wird. Der Einfluss von Akte X, wo ebenfalls ein Ermittlerduo paranormale Phänomene untersucht, zieht sich durch die gesamte Serie bis hin zur Titelmusik, die Clement selbst geschrieben hat.

## Synchronisation
Die deutschsprachige Fassung entstand bei Studio Hamburg Synchron unter der Dialogregie von Stefan Kaiser und Jörg Heybrock, die auch die Dialogbücher schrieben.
| Rolle           | Schauspieler     | Synchronsprecher  |
| --------------- | ---------------- | ----------------- |
| Officer O’Leary | Karen O’Leary    | Nurcan Özdemir    |
| Officer Minogue | Michael Minogue  | Fabian Oscar Wien |
| Sergeant Maaka  | Maaka Pohatu     | Daniel Welbat     |
| Officer Parker  | Thomas Sainsbury | Marco Rosenberg   |

## DVD- und Blu-ray-Veröffentlichung
Am 29. April 2022 brachte Leonine in Deutschland die ersten drei Staffeln der Serie auf DVD und Blu-ray heraus.